# Villanueva del Rebollar de la Sierra
Villanueva del Rebollar de la Sierra è un comune spagnolo di 48 abitanti situato nella comunità autonoma dell'Aragona.